# Antonio Fessia
Antonio Fessia, född den 27 november 1901 i Turin, död den 19 augusti 1968 i Borgomasino, var en italiensk maskiningenjör.
Efter examen från Politecnico di Torino och genomförd värnplikt började Fessia arbeta för Fiat. Där arbetade han som konstruktör av personbilar innan han gick över till företagets avdelning för flygmotorer.
Fessia lämnade Fiat för lokomotiv- och flygplanstillverkaren Cemsa-Caproni efter andra världskriget. Där konstruerade han en prototyp till en familjebil med framhjulsdrift och boxermotor. Av ekonomiska skäl kom bilen aldrig i produktion och Fessia lämnade företaget för att arbeta som konsult under 1950-talets första hälft.
1955 anställdes Fessia av Lancia, där han efterträdde Vittorio Jano som chefskonstruktör. Hos Lancia konstruerade han de framhjulsdrivna Flavia- och Fulvia-modellerna som lånade mycket av idéerna från Fessias prototyp hos Cemsa-Caproni.
Fessia avled i sitt hem i slutet av sommaren 1968 på grund av en cancertumör i buken.